# Christian Boltanski
Christian Marie Dominique Liberté Boltanski (ur. 6 września 1944 w Paryżu, zm. 14 lipca 2021 tamże) – francuski artysta intermedialny, malarz, twórca mail artu, filmów i instalacji.

## Życiorys
Boltanski urodził się w Paryżu. Jego ojcem był żydowski imigrant, lekarz z Ukrainy, matką zaś katoliczka z Korsyki. Sam jednak nie wyznawał żadnej religii. Nigdy nie kształcił się artystycznie. Zaczął malować w 1958 roku. Został zauważony w 1968 roku dzięki pokazowi kilku filmów krótkometrażowych oraz publikacji szkicowników.

## Twórczość
Boltanski tworzył od drugiej połowy lat 50. Sławę jednak przyniosły mu dopiero realizacje powstałe 10 lat później, a dokładnie filmy i notatniki nawiązujące do jego własnej przeszłości. W jednej z pierwszych prac odtworzył z plasteliny obiekty, które zapamiętał z dziecięcych lat. Z czasem zaczął przedstawiać historie innych, anonimowych ludzi. W swoich pracach często nawiązywał do ludzkich tragedii, w tym do Holokaustu. Starał się mówić o tragediach i śmierci w sposób uniwersalny nie ograniczając się tylko do historii jego żydowskich przodków. Tworzył pomniki oraz dzieła upamiętniające ofiary zbrodni dokonanych w Kambodży, Bośni, Rwandzie czy Darfurze. Często używał portretów anonimowych postaci tworząc aranżacje o para-religijnym i martyrologicznym charakterze, jak ołtarze czy miejsca pamięci. Tworząc poruszał tematy z obszaru pamięci i przede wszystkim moralności, wierząc, że ta ostatnia jest nieodłącznym elementem każdej sztuki. Nierzadko uciekał się do humoru czy ironii, by w lżejszy sposób mówić o poważnych tematach.
W 1986 Boltanski zaczął tworzyć instalacje z różnych materiałów, których głównym elementem była gra światła. Niewielkie cynowe pudełka wraz z fotografiami aranżował tak, by przypominały ołtarzyki otoczone lub wyróżnione specjalnym oświetleniem (Autel de Lycée Chases, 1986–1987). Użyte portrety żydowskich dzieci zrobione w 1931 w Wiedniu miały przypominać o Holokauście, a sposób ich prezentacji nakłaniać miał do poważnej, głębszej refleksji nad naszą przeszłością. W pracy Reserve (wystawa w Museum Gegenwartskunst w Bazylei w 1989) wypełnił sale i korytarze używanymi ubraniami mającymi symbolizować wydarzenia z obozów koncentracyjnych. Nie zawsze jego prace skupiają się na tragediach i ludzkim cierpieniu. W pracy Monument (Odessa) prezentuje sześć portretów żydowskich studentów z 1939 roku wyłącznie by uhonorować pamięć o zmarłych.
Instalacja „No Man's Land” (2010) w Park Avenue Armory w Nowym Jorku jest przykładem pracy, w której uświadamia widza o powszechności niepamięci. W olbrzymiej hali usypane były stosy anonimowych ubrań, z których najwyższy sięgał 18 metrów. Stosy były regularnie, ale bez wyraźnego porządku przerzucane przez dźwig, tak by nie można było łatwo znaleźć stałego elementu. W jednej z nowszych prac prowadzi transmisję na żywo ze swojej pracowni dla jednego kolekcjonera. Transmisji tej nie można nagrywać ani w żaden sposób ingerować w jej przebieg.

### Wybrane prace
- Autel de Lycée Chases (1986–1987) – powiększone portrety fotograficzne dzieci wiszą nad zamkniętymi rdzewiejącymi cynowymi pudełkami po ciastkach[7]
- Reserve (1989)
- Monument Odessa (2003)[2]
- Personnes (2010)[6][8]
- No Man’s Land (2010)[9]

## Nagrody
- 2015 – Generalitat Valenciana’s International Julio González Prize[10]
- 2007 – Créateurs sans frontières w kategorii Sztuki Wizualne od Cultures France[10]
- 2007 – Praemium Imperiale od Japan Art Association[10]
- 2001 – Goslarer Kaiserring, Goslar[10]
- 2001 – Kunstpreis od Nord/LB, Braunschweig[10]

## Wystawy
Christian Boltanski brał udział w ponad 150 wystawach na całym świecie. W Polsce prezentował swoje prace między innymi w Galerii Foksal, krakowskiej Cricotece oraz Centrum Sztuki Współczesnej Zamek Ujazdowski.

### Wybrane wystawy indywidualne
- 2017
  - Les Registres du Grand Hornu, ElInstante Fondation, Madryt
  - Kewenig Galerie na ARCOmadrid, Madryt
  - One Collection. One Artwork, Fundção Arpad Szenes – Vieira de Silva, Lizbona
- 2016
  - Christian Boltanski. Animitas, MARCO, Monterrey
  - Kewenig Galerie na Art Basel, Miami
  - Départ-Arrivée, Institute Valenciano Arte Moderna, Walencja
  - Jupiter Artland, Edynburg
  - Tokyo Metropolitan Teien Atr Museum, Tokio
  - Just Black and White, Galerie Klüser, Monachium
  - Galerie Daniel Templon na Art Basel, Bazylea
  - Kewenig Galerie na Art Basel, Bazylea
  - Oude Kirk, Amsterdam
- 2015
  - Sombras, La Lonja, Palma de Mallorca
  - Les Archives du Cœur, Museo d'Arte Moderna, Bolonia
  - Cricoteca, Kraków
  - Take Me (I’m Yours), Monnaie de Paris, Paryż
  - Christian Boltanski | Heartbeats, Baró Galeria, São Paulo
  - Kewenig Galerie na Art Basel, Bazylea
- 2014
  - Boltanski – 19.924.458 +/-, SESC Pompeia, São Paulo
  - Chance, Sydney Festival 2014, Sydney
  - Installment 1: Inaugural Exhibition, Fundacja Louis Vuitton, Paryż
  - Heart Beat Archive, Latvian National Museum of Art, Ryga
  - Almas, Museo Nacional de Bellas Artes, Santiago
  - Inventory of the Objects Belonging to a Young Man of Oxford, Modern Art Oxford, Oxford
- 2013
  - Moved, Kunstmuseum, Wolfsburg
- 2012
  - Heartbeats, Nahum Gutman Art Museum, Tel Awiw-Jafa
  - Chance, Nederlands Fotomuseum, Rotterdam
- 2011
  - Sans Fin, Fondazione Volume, Rzym
  - Signatures, Es Baluard, Palma de Mallorca
  - Chance, Biennale w Wenecji, Wenecja
- 2010
  - No Man's Land, Park Avenue Armory, Nowy Jork
  - Personnes, Hangar Bicocca, Mediolan
  - Les Archives du Cœur, Serpentine Gallery Summer Pavillon, Londyn
  - Personnes, Moumenta, Paryż
- 2002
  - Totentanz II, Centre for International Light Art, Unna

### Wybrane wystawy zbiorowe
- 2017
  - Manif d'art 8, Québec Biennale, Québec
- 2016
  - Loss. In memory of Babi Yar, Pinchuk Art Centre, Kijów
  - De toi à la surface, La Plateau, Paryż
  - Carambolages, Grand Palais Galeries Nationales, Paryż
  - Refugees, Casula Powerhouse Art Centre, Liverpool
  - Behold the Man, Museum de Fondatie, Zwolle
  - From Generation to Generation, The Contemporary Jewish Museum, San Francisco
  - Take Me, The Jewish Museum, Nowy Jork
  - Tant de Temps! 50 Artistes contemporains au musée Soulages, Musée Soulages, Rodez
- 2015
  - Go-Betweens: Children who Cross the Borders, Okinawa Prefectural Museum and Art Museum, Okinawa
  - Pliure, Centre Cultural Calouste Gulbenkian, Paryż
  - All the World's Futures, Biennale w Wenecji, Wenecja
- 2014
  - I'm Still Here, Magasin 3 Stockholm Konsthall, Sztokholm
  - Crime in Art, Muzeum Sztuki Współczesnej MOCAK, Kraków
  - Go-Betweens: Children who Cross the Borders, Mori Art Museum, Tokio
  - Symétrique Exotique, Les Abattoirs, Tuluza
- 2013
  - The Last Laugh, Apexart, Nowy Jork
  - Manchester International Festival 2013, Manchester

## Galeria

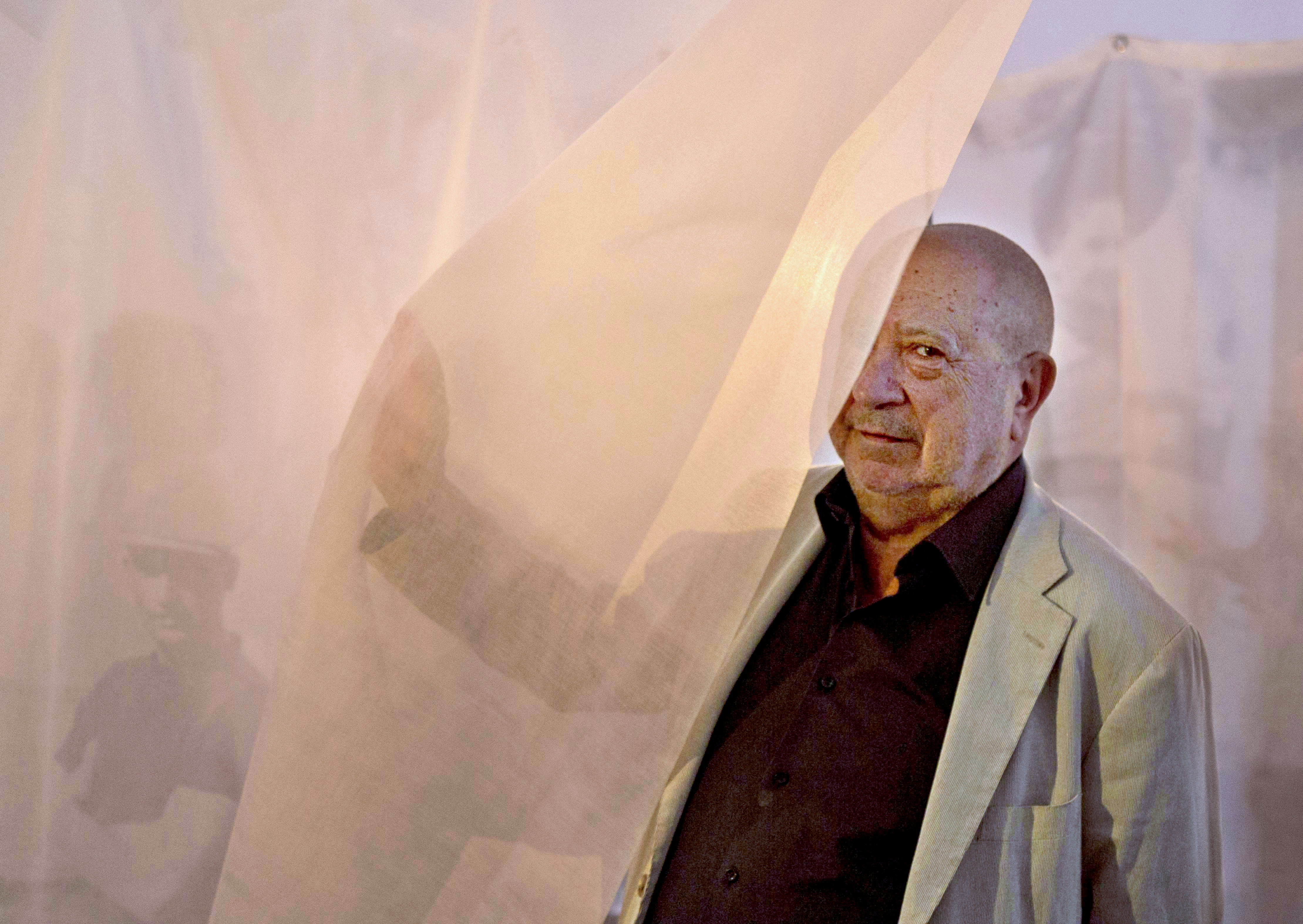
Christian Boltanski - IVAM, 2016
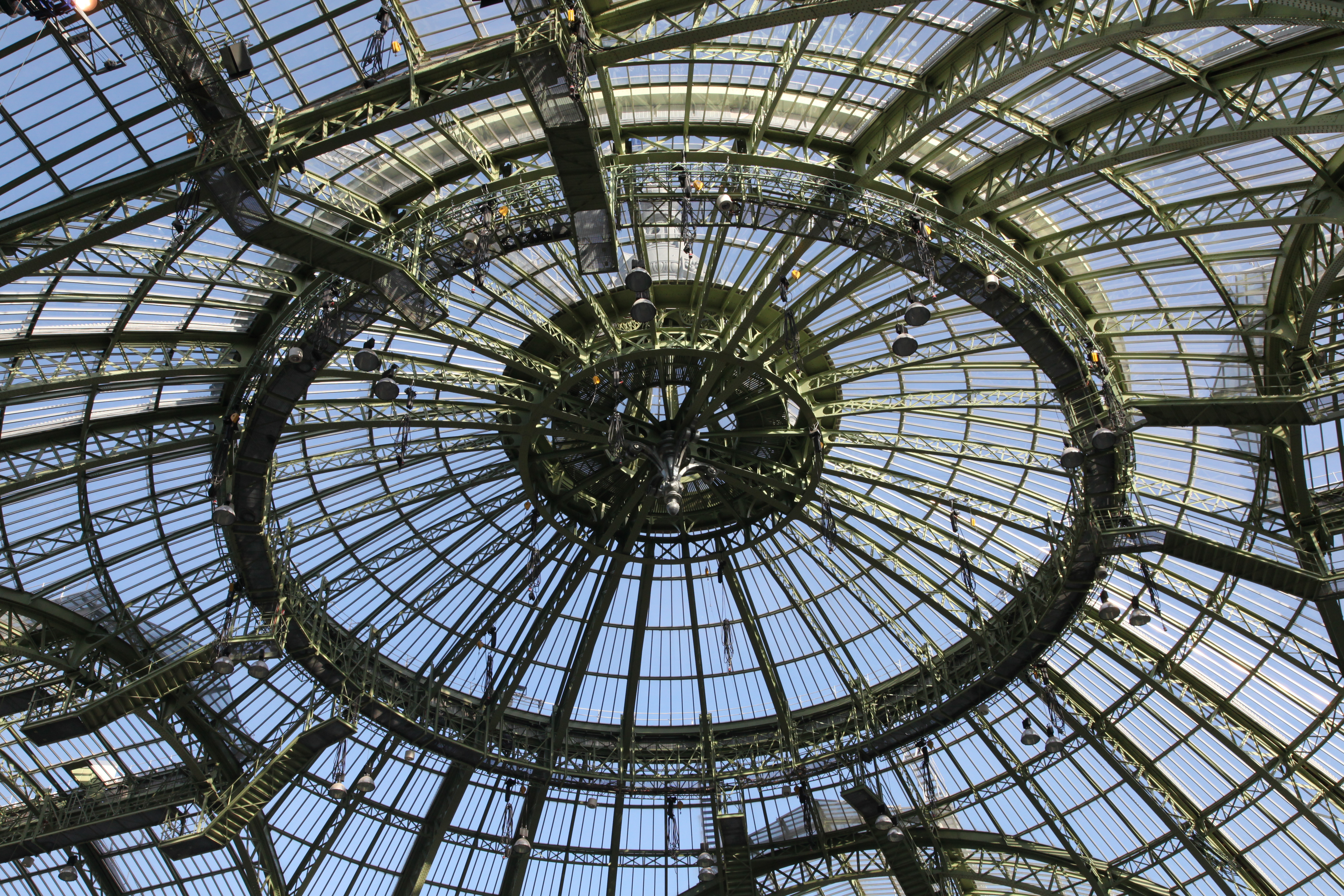
Christian Boltanski - Monumenta 2010
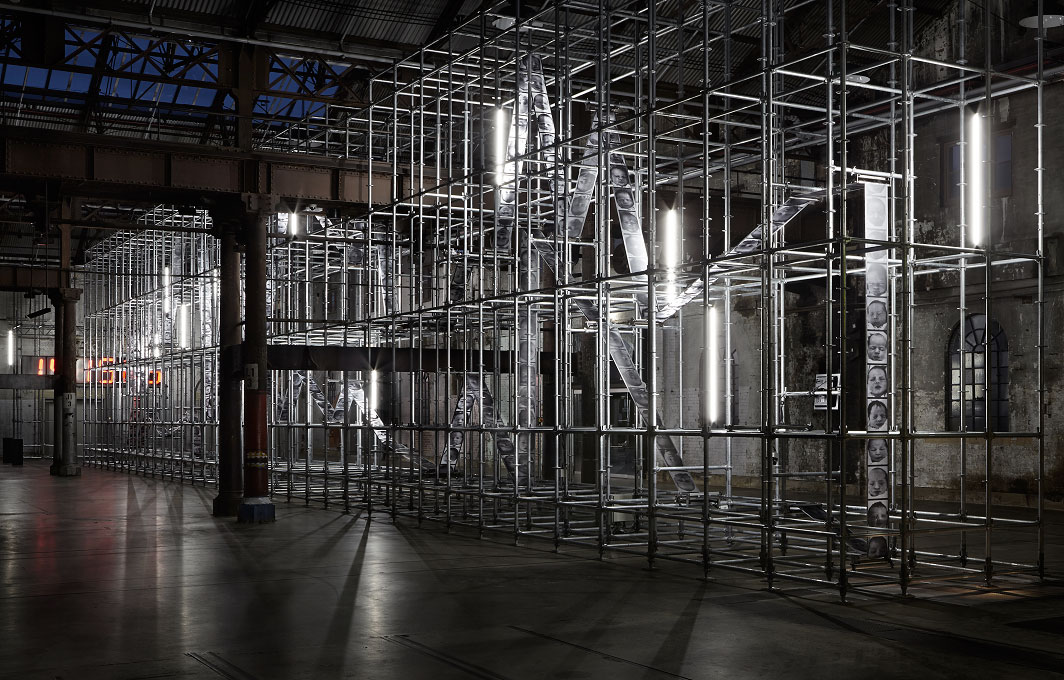
Christian Boltanski Chance, 2014, Carriageworks
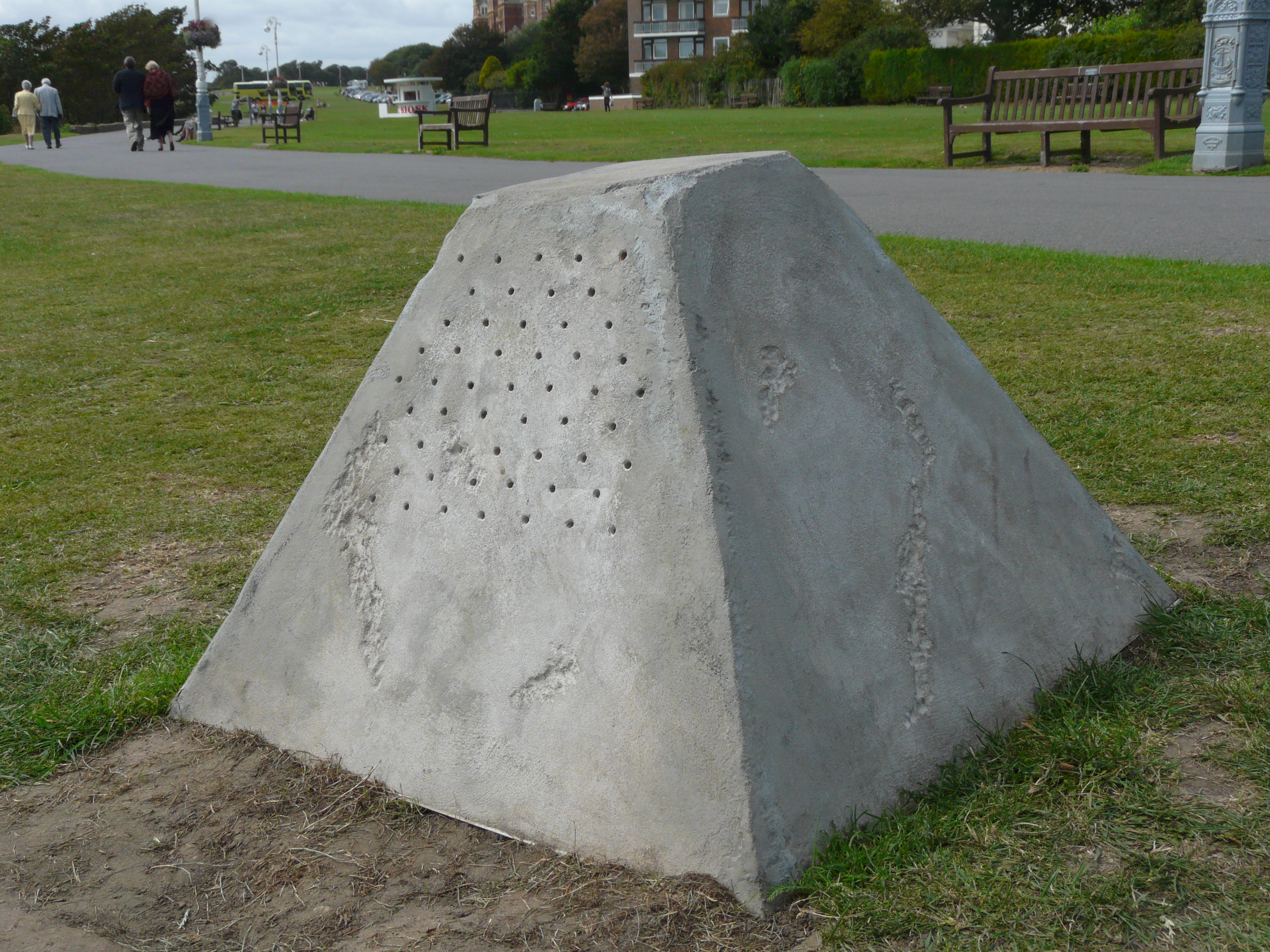
Christian Boltanski sculpture in Folkestone
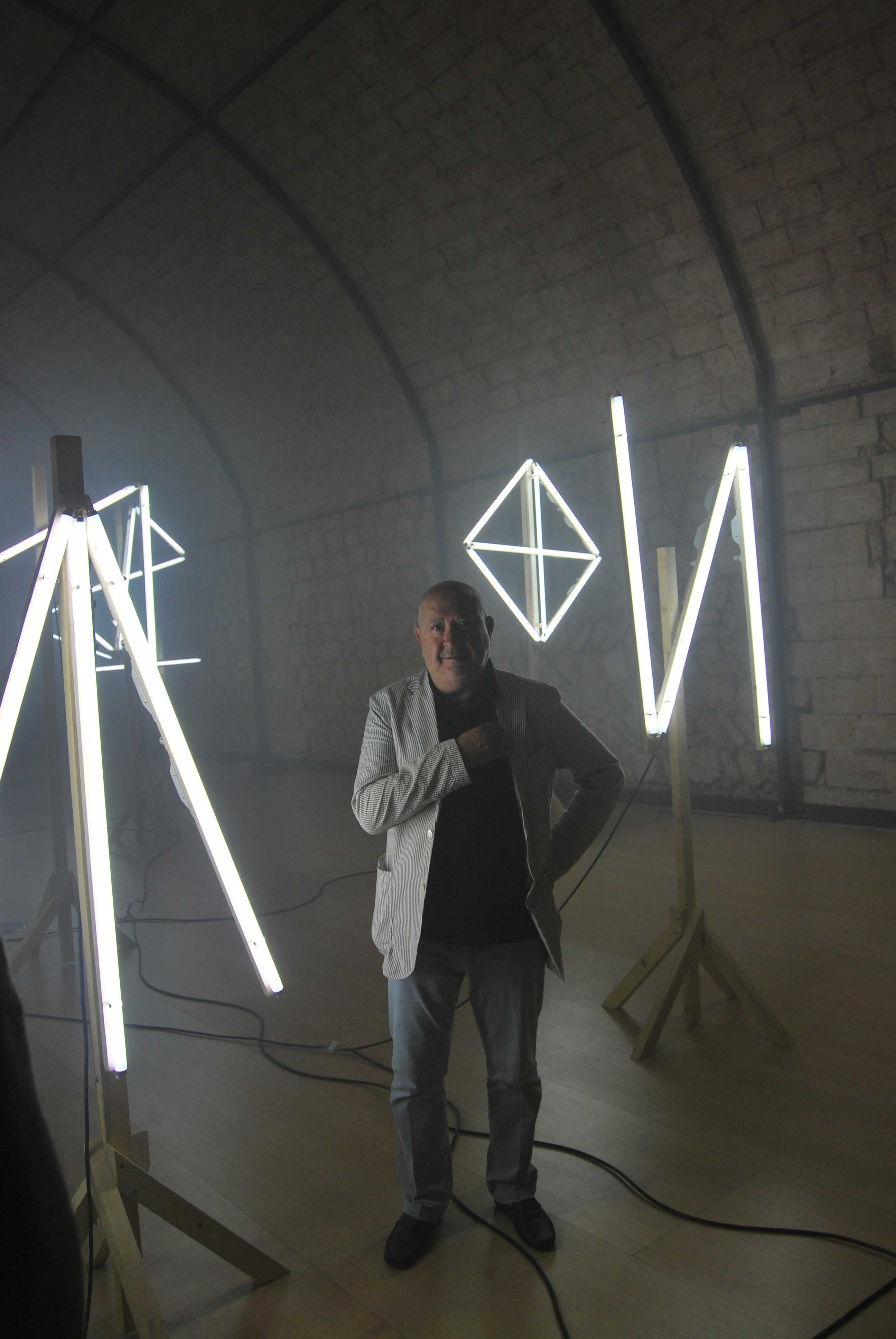
Christian Boltanski: Signatures
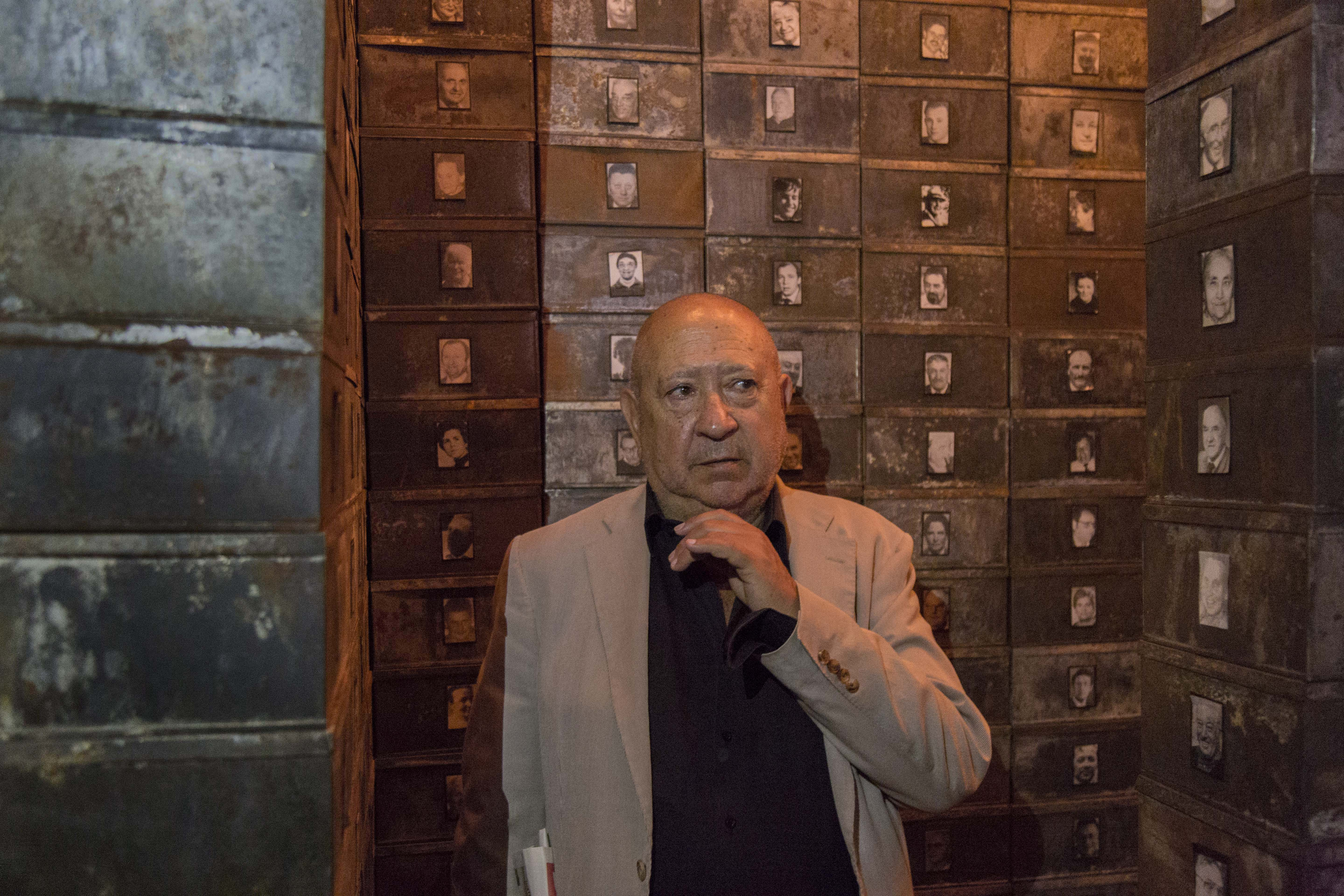
Christian Boltanski
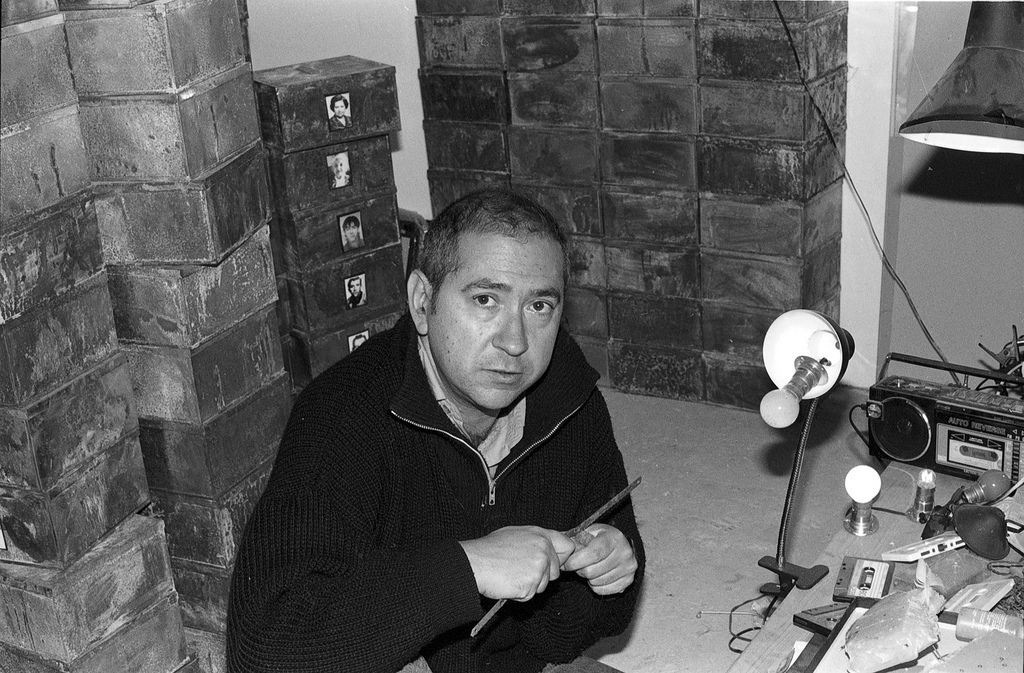
Christian Boltanski, 1990